# Луций Автроний Пет
Лу́ций Автро́ний Пет (лат. Lucius Autronius Paetus; умер после 28 года до н. э.) — римский военачальник и политический деятель из плебейского рода Автрониев, консул-суффект 33 года до н. э.

## Биография
Луций Автроний принадлежал к незнатному плебейскому роду. Благодаря консульским фастам известно, что его отец и дед носили преномены Публий и Луций соответственно. Во время гражданских войн 30-х годов до н. э. Пет был сторонником Октавиана и в награду за это получил должность консула-суффекта на 33 год до н. э. 1 января он и его коллега Луций Флавий заменили Октавиана и Луция Волькация Тулла, которые пробыли консулами всего несколько часов. 1 мая Пет и Флавий в свою очередь уступили полномочия следующей паре магистратов.
В 29 или 28 году до н. э. Луций Автроний был проконсулом провинции Африка. Во время наместничества он был провозглашён императором, а по возвращении в Рим отпраздновал триумф 16 августа 28 года до н. э.